# C. P. Snow
Charles Percy Snow, Baron Snow, in Veröffentlichungen meist C. P. Snow (* 15. Oktober 1905 in Leicester; † 1. Juli 1980 in London), war ein britischer Wissenschaftler und Schriftsteller. Bekanntheit erlangte er durch die These der Zwei Kulturen.

## Leben
Snow studierte Physik in Leicester und Cambridge. Von 1928 bis 1940 forschte er am Christ’s College in Cambridge. Von 1947 bis 1964 war er Direktor der English Electric Co., von 1964 bis 1966 Parlamentarischer Staatssekretär im Ministry of Technology.
Er wurde 1957 zum Ritter (Knight Bachelor) geschlagen und am 29. Oktober 1964 als Baron Snow of the City of Leicester zum Life Peer erhoben, womit ein Sitz im House of Lords verbunden war.
Er war Inhaber von mehr als 20 Ehrendoktorwürden. 1960 wurde er in die American Academy of Arts and Sciences und 1961 in die American Academy of Arts and Letters gewählt.

## Werk
Snows erster Roman war der Krimi Death under Sail aus dem Jahre 1932, der 40 Jahre später unter dem Titel Tod auf der Themse verfilmt worden ist. In der Folgezeit publizierte er zahlreiche weitere belletristische Werke; bekannt geworden ist er u. a. als Autor der Reihe  Strangers and Brothers, die den akademischen Wissenschaftsbetrieb in staatlichen Einrichtungen thematisiert. In seinem 1959 veröffentlichten Roman Die Affäre benutzte er Details des wissenschaftlichen Betrugsfalls Emil Rupp für eine fiktive Geschichte über einen Wissenschaftsbetrüger an der Universität Cambridge.
Berühmt wurde Snow schließlich durch seine 1959 in der Rede-Lecture aufgestellte These der Zwei Kulturen. Diese These beschreibt die große Kluft zwischen den Kulturen der Geisteswissenschaft und Literatur einerseits sowie der Naturwissenschaft und Technik andererseits. Andere Autoren kritisierten Snows These teils heftig: „Snow ist ein Verhängnis“.
Snow merkte ferner an, dass sich die Bildungsqualität weltweit im Niedergang befinde. Der Zusammenbruch der Kommunikation zwischen den zwei Kulturen sei ihm zufolge eines der hauptsächlichen Hindernisse dabei, die Probleme dieser Welt zu lösen.

## Veröffentlichungen

### Belletristik
- Death Under Sail. 1932.
  - Mord unterm Segel. Deutsche Verlags-Anstalt, Stuttgart 1971, ISBN 3-421-01557-0. (Rowohlt, Reinbek 1974, ISBN 3-499-11691-X; Ullstein, Frankfurt/Berlin 1986, ISBN 3-548-20652-2)
- Strangers and Brothers. 1940 (späterer Titel George Passant)
  - Fremde und Brüder. Roman. Deutsche Verlags-Anstalt, Stuttgart 1964.
- The Light and the Dark. 1947.
  - Die lichten und die dunklen Gewalten. Roman. Zsolnay, Berlin / Wien / Leipzig 1948.
- Time of Hope. 1949.
  - Jahre der Hoffnung. Roman. Zsolnay, Wien 1951.
  - Zeit der Hoffnung. Roman. Deutsche Verlags-Anstalt, Stuttgart 1960.
- The Masters. 1951.
  - Die Lehrer. Roman. Desch, München 1952.
- The New Men. 1954.
  - Entscheidung in Barford. Roman. Deutsche Verlags-Anstalt, Stuttgart 1970.
- Homecomings. 1956.
  - Wege nach Haus. Roman. Deutsche Verlags-Anstalt, Stuttgart 1962.
- The Conscience of the Rich. 1958.
  - Das Gewissen der Reichen. Roman. Deutsche Verlags-Anstalt, Stuttgart 1961.
- The Affair. 1959.
  - Die Affäre. Roman. Deutsche Verlags-Anstalt, Stuttgart 1963.
- Corridors of Power. 1963.
  - Korridore der Macht. Roman. Deutsche Verlags-Anstalt, Stuttgart 1967.
- A Coat of Varnish. 1979.
  - Salons im Zwielicht. Roman. Verlag Volk und Welt, Berlin 1983.

### Sachbücher
- Science and Government. 1961.
  - Politik hinter verschlossenen Türen. Wissenschaft und Staatsführung. Deutsche Verlags-Anstalt, Stuttgart 1961.
- The two cultures and a second look. 1963.
  - Die zwei Kulturen. Literarische und naturwissenschaftliche Intelligenz. Klett, Stuttgart 1967.
- The physicists. 1981.